# Miguel Calderón
Miguel Ángel Calderón Gómez (L'Avana, 30 ottobre 1950) è un ex cestista e allenatore di pallacanestro cubano.

## Carriera
Con Cuba ha disputato tre edizioni dei Giochi olimpici (Città del Messico 1968, Monaco 1972, Mosca 1980) e due dei Campionati mondiali (1970, 1974).